# Hendrawan
Hendrawan (27 giugno 1972) è un ex giocatore di badminton indonesiano.

## Palmarès

### Olimpiadi
- 1 medaglia:
  - 1 argento (Sydney 2000 nel singolo)

### Mondiali
- 1 medaglia:
  - 1 oro (Siviglia 2001 nel singolo)

### Giochi asiatici
- 2 medaglie:
  - 1 oro (Bangkok 1998 a squadre)
  - 1 argento (Bangkok 1998 nel singolo)

### Thomas Cup
- 3 medaglie:
  - 3 ori (Hong Kong 1998; Kuala Lumpur 2000; Canton 2002)

### Sudirman Cup
- 1 medaglia:
  - 1 argento (Siviglia 2001)